# Unió Cristiana Històrica
Unió Cristiana Històrica (en neerlandès Christelijk-Historische Unie, CHU) fou un partit polític neerlandès creat el 1908 arran l'escissió d'Alexander de Savorin-Lohman del Partit Antirevolucionari, ja que s'oposava a reformar el cens electoral i establir el sufragi universal masculí, però també tenien diferències sobre la seva concepció de la disciplina de partit i les relacions església-estat.
A les eleccions de 1897 alguns candidats de l'ARP es van presentar per lliure i van obtenir 5 escons i el 1901 van fundar el Partit Antirevolucionari Lliure, que a les eleccions va obtenir 5 escons. El 1908 es va unir a la Lliga Frisona i al Partit Cristià Històric per a fundar la Unió Cristiana Històrica. A les eleccions de 1918 va perdre tres escons, però formà part del govern del catòlic de Charles Ruijs de Beerenbrouck, on va aportar dos ministres (Dirk Jan de Geer i de Visser). A partir de les eleccions de 1925 el partit es va mantenir estable en 11 escons i col·laborà en els diferents governs que es formaren.
A les eleccions de 1933 va perdre un escó, però formà govern amb els dos partits liberals, mentre els sectors joves del partit es decantaven per defensar un fort intervencionisme estatal en l'economia. A les eleccions de 1937 es va veure reduïda a 8 escons, però continuà en coalició amb ARP i els catòlics. Durant la Segona Guerra Mundial De Geer va intentar negociar amb els nazis contra la voluntat del govern. En el govern neerlandès a l'exili fou substituït perPieter Sjoerds Gerbrandy.
Després de la guerra va estretir les relacions amb el Partit Antirevolucionari, cosa que provocà que alguns militants marxessin al Partit del Treball, que pactava amb els catòlics després de les eleccions legislatives neerlandeses de 1946. Després de les eleccions de 1948 va recuperar part de la força i formà part del gabinet de Will Drees, on hi eren tots menys comunistes i ARP, exclosos per la seva oposició a l'establiment de l'estat del benestar (comunistes) i a la descolonització (ARP), les quals, però, crearen conflictes interns dins CHU.
Després de les eleccions de 1952 l'ARP tornà al govern i la CHU va tenir dos ministres, situació que es va mantenir a les eleccions de 1956, 1959 i 1963. Després de les eleccions de 1967 acordà treballar plegat amb el Partit Popular Catòlic i el Partit Antirevolucionari, malgrat les diferències amb aquest darrer. A les eleccions de 1971 va perdre tres escons, tot i que en la propaganda el seu cap s'havia ridiculitzat ell mateix posant com a hippie. Els mals resultats de les eleccions de 1972 el forçaren a estretir encara més la col·laboració amb els seus aliats, de tal manera que el 1974 s'uniren en la Crida Demòcrata Cristiana, nom amb què ja es presentaren a les eleccions de 1977.

## Resultats electorals

### Cambra de Representants
| Any  | Líder                       | Vots    | %     | Escons   | Govern             |
| ---- | --------------------------- | ------- | ----- | -------- | ------------------ |
| 1909 | n/a                         | 63,306  | 10.62 | 12 / 100 | Oposició           |
| 1913 | n/a                         | 79,811  | 10.38 | 9 / 100  | Oposició           |
| 1917 | n/a                         |         |       | 9 / 100  | Oposició           |
| 1918 | Alexander de Savorin Lohman | 88,039  | 6.56  | 7 / 100  | Coalició           |
| 1922 | Jan Schokking               | 318,669 | 10.88 | 11 / 100 | Coalició           |
| 1925 | Jan Schokking               | 305,587 | 9.9   | 11 / 100 | Coalició           |
| 1929 | Dirk Jan de Geer            | 335,800 | 10.6  | 11 / 100 | Coalició           |
| 1933 | Dirk Jan de Geer            | 339,813 | 9.2   | 10 / 100 | Coalició           |
| 1937 | Dirk Jan de Geer            | 302,829 | 7.5   | 8 / 100  | Coalició (1937–45) |
| 1937 | Dirk Jan de Geer            | 302,829 | 7.5   | 8 / 100  | Oposició (1945–46) |
| 1946 | Hendrik Tilanus             | 373,217 | 7.9   | 8 / 100  | Oposició           |
| 1948 | Hendrik Tilanus             | 453,136 | 9.2   | 9 / 100  | Coalició           |
| 1952 | Hendrik Tilanus             | 476,188 | 8.9   | 9 / 100  | Coalició           |
| 1956 | Hendrik Tilanus             | 482,915 | 8.4   | 13 / 150 | Coalició           |
| 1959 | Hendrik Tilanus             | 486,429 | 8.1   | 12 / 150 | Coalició           |
| 1963 | Henk Beernink               | 536,782 | 8.6   | 13 / 150 | Coalició (1963–65) |
| 1963 | Henk Beernink               | 536,782 | 8.6   | 13 / 150 | Oposició (1965–67) |
| 1967 | Henk Beernink               | 560,467 | 8.2   | 12 / 150 | Coalició           |
| 1971 | Bé Udink                    | 399,164 | 6.3   | 10 / 150 | Coalició           |
| 1972 | Arnold Tilanus              | 354,463 | 4.8   | 7 / 150  | Oposició           |